# 若桜鉄道WT2500形気動車
若桜鉄道WT2500形気動車 （わかさてつどうWT2500がたきどうしゃ）は、1987年（昭和62年）に4両が製造された若桜鉄道の気動車である。2002年（平成14年）から2003年（平成15年）にかけて3両がエンジン交換などの改造により若桜鉄道WT3000形気動車 （わかさてつどうWT3000がたきどうしゃ）に改番された。改造されなかった1両は2003年（平成15年）廃車され、形式消滅した。本項ではWT3000形についても併せて記載する。

## 概要
1987年（昭和62年）10月に国鉄若桜線を第三セクターに転換して開業した若桜鉄道が開業に際して投入した気動車である。両運転台、トイレなし、セミクロスシートの新潟鐵工所製気動車である。2002年（平成14年）から2003年（平成15年）にかけ、3両がエンジン、変速機、台車などの交換によりWT3000形に改造・改番され、改造されなかった1両が廃車されたことによりWT2500形は形式消滅した。

## 車体
新潟鐵工所製の地方交通線用気動車NDCをベースとする。車体長はNDCシリーズとして初めての18,000 mmとなった。秋田内陸縦貫鉄道AN-8800形気動車をもとに暖地仕様としたものだが、導入は秋田内陸縦貫鉄道より先となった。乗務員室は左隅式とされ、連結運転時に車両相互間を移動できるよう正面に貫通扉が設けられた。客用扉は幅900 mmの折り戸が片側2か所、運転室直後に1か所、反対側の車端にもう1か所が設けられた。18 m級車体のNDCで折り戸を採用したのはこの車両のみである。乗務員扉は設けられなかった。扉間には上段固定、下段上昇の窓7組が設置されたが、戸袋部に窓はない。外部塗装は薄いブルーをベースに窓下に赤、青の帯がまかれた。のちに前面貫通路上部に「さくら1号」（WT2501） - 「さくら4号」（WT2504）の愛称が表記され、次いで側面には沿線自治体のイメージイラストが描かれた。
車内中央部に4人掛けボックスシート10組が設けられ、それ以外の部分はロングシートとなった。シートとカーテンの色は2両が緑系、2両が茶系とされた。

## 走行装置
エンジンは、新潟鐵工所製6H13ASディーゼルエンジン（定格出力184 kW / 1,900 rpm）を1基搭載、動力は逆転機内蔵のTACN22-1100液体変速機を介して台車に伝達される。20/1000の最急こう配と半径300 mの急曲線に対応するため、転換前に使用されていた車両よりも高出力となっている。前位側台車は2軸駆動の動台車NP120D、後位側は従台車NP120Tで、いずれも住友金属工業製の空気ばね式である。制動装置はDE1A自動空気ブレーキが採用された。

## 空調装置
暖房装置はエンジン排熱を利用した温風式である。冷房装置は機関直結式、能力25.6 kW（22,000 kcal/h）のAU26が1基搭載された。

## WT3000形への改造
製造以来13年が経過し、各部の老朽化により保守費用が増加する中、新車投入が難しい経営状況から2002年（平成14年）からWT2500形の主要機器を交換、WT3000形に改造して対処することになった。エンジンは6H13ASから電子式燃料制御のDMF13HZに、変速機は加速性能、燃費向上のためTACN22-1100からTACN22-1626に、台車は乗り心地改善のためNP120から軸箱支持方式を山形緩衝ゴム式としたNP134に交換されている。冬季の排雪運転時や、夏季冷房使用時に出力が不足していたことから、エンジン出力は184 kWから243 kWに強化されている。客室照明、自動放送装置、運賃表示装置、客用扉も更新された。改造工事は新潟鐵工所が若桜駅に出張して行った。更新期間中の車両不足に対応するためWT3300形1両が新製されている。WT2500形4両のうち3両がWT3000形に改造され、改造されなかったWT2502は2003年（平成15年）に廃車されている。

## 車歴
| 車両番号 | 製造      | 改造後 車両番号 | 改造       | 再改造                                     | 廃車       |
| -------- | --------- | --------------- | ---------- | ------------------------------------------ | ---------- |
| 2501     | 1987年9月 | 3001            | 2002年12月 | 2019年3月2日より観光列車「八頭」として営業 | -          |
| 2502     | 1987年9月 | -               | -          | -                                          | 2003年12月 |
| 2503     | 1987年9月 | 3003            | 2002年1月  | 2018年3月4日より観光列車「昭和」として営業 | -          |
| 2504     | 1987年9月 | 3004            | 2003年11月 | 2020年3月7日より観光列車「若桜」として営業 | -          |

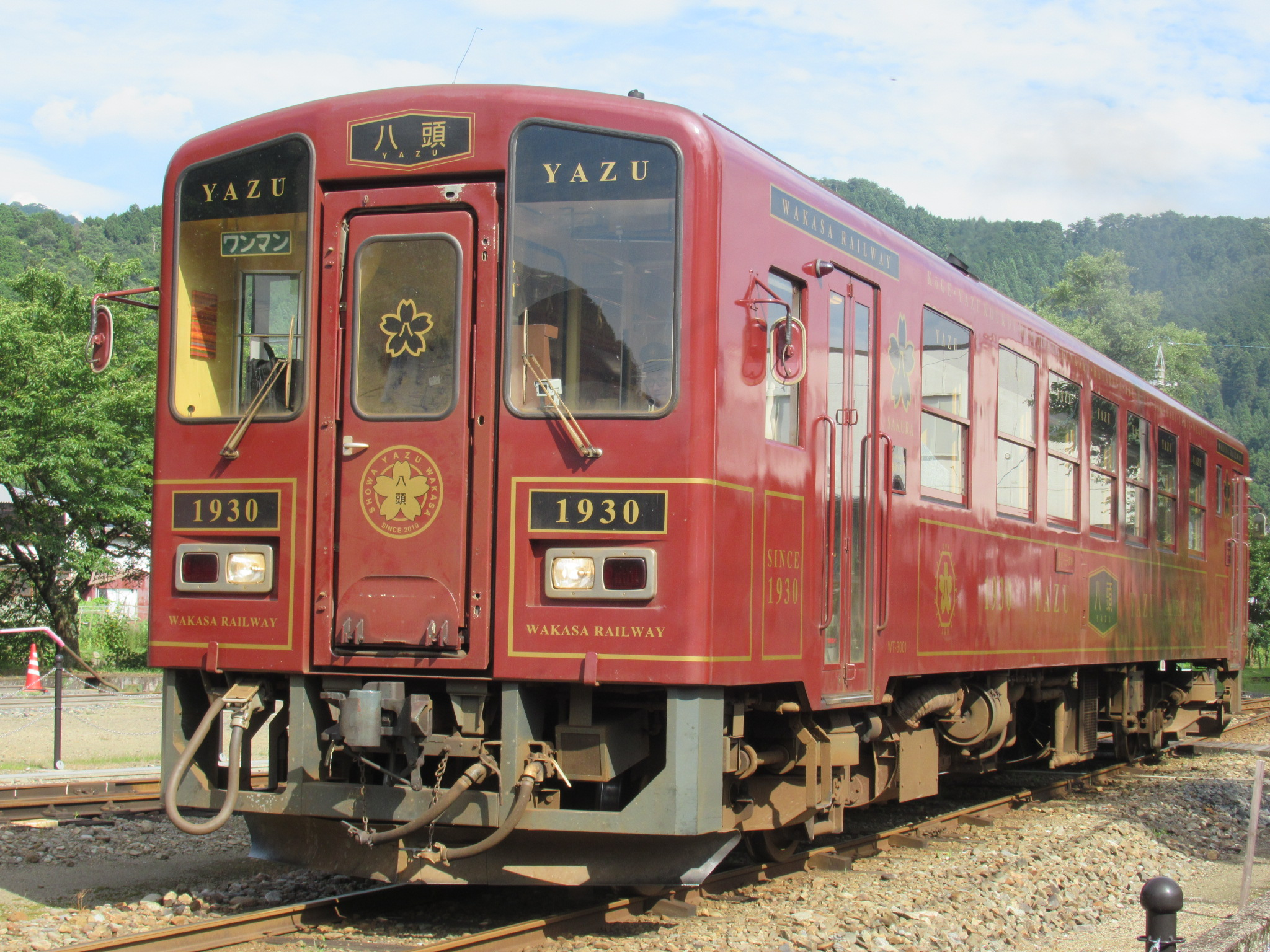
WT3001「八頭」
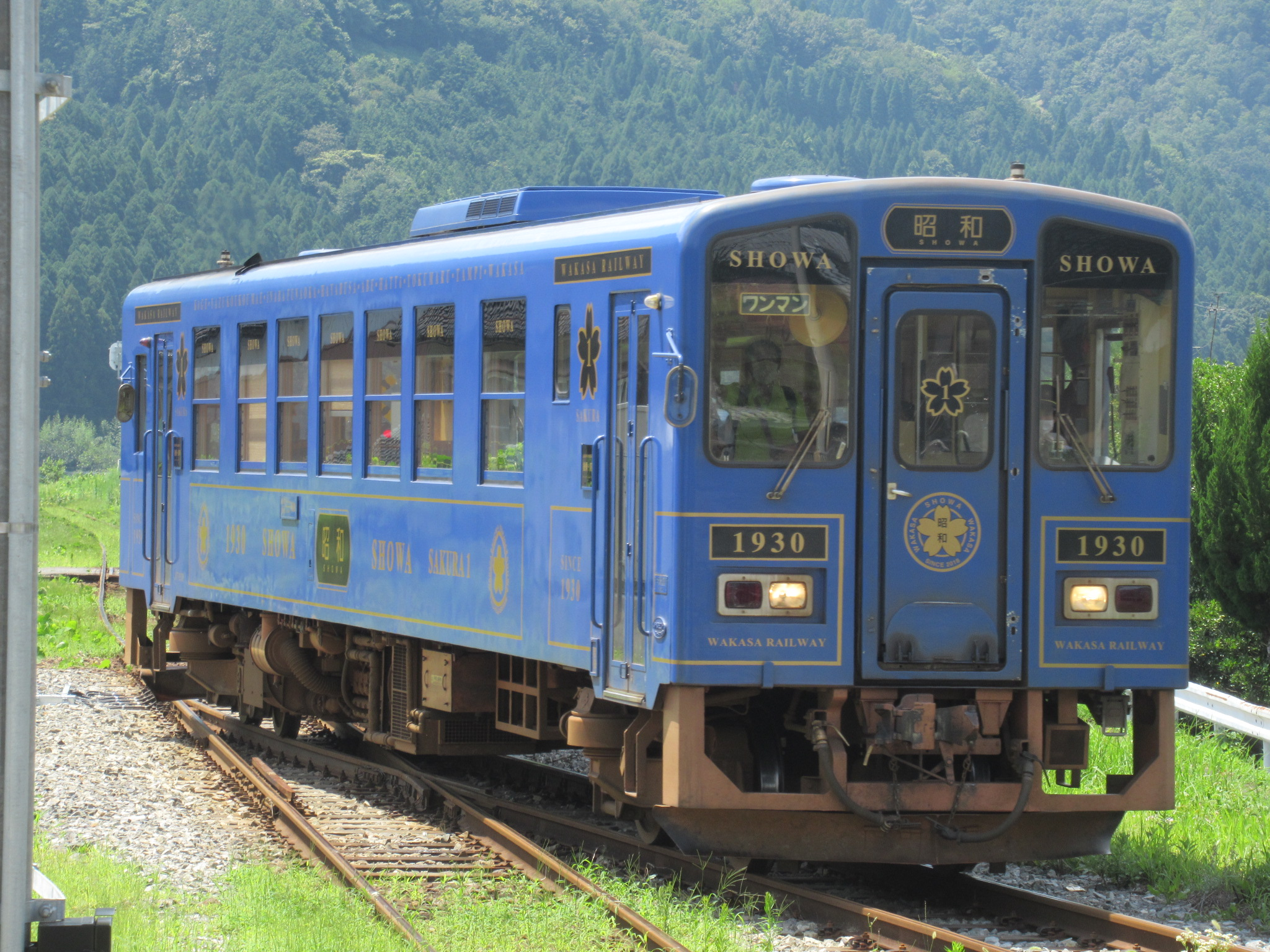
WT3003「昭和」
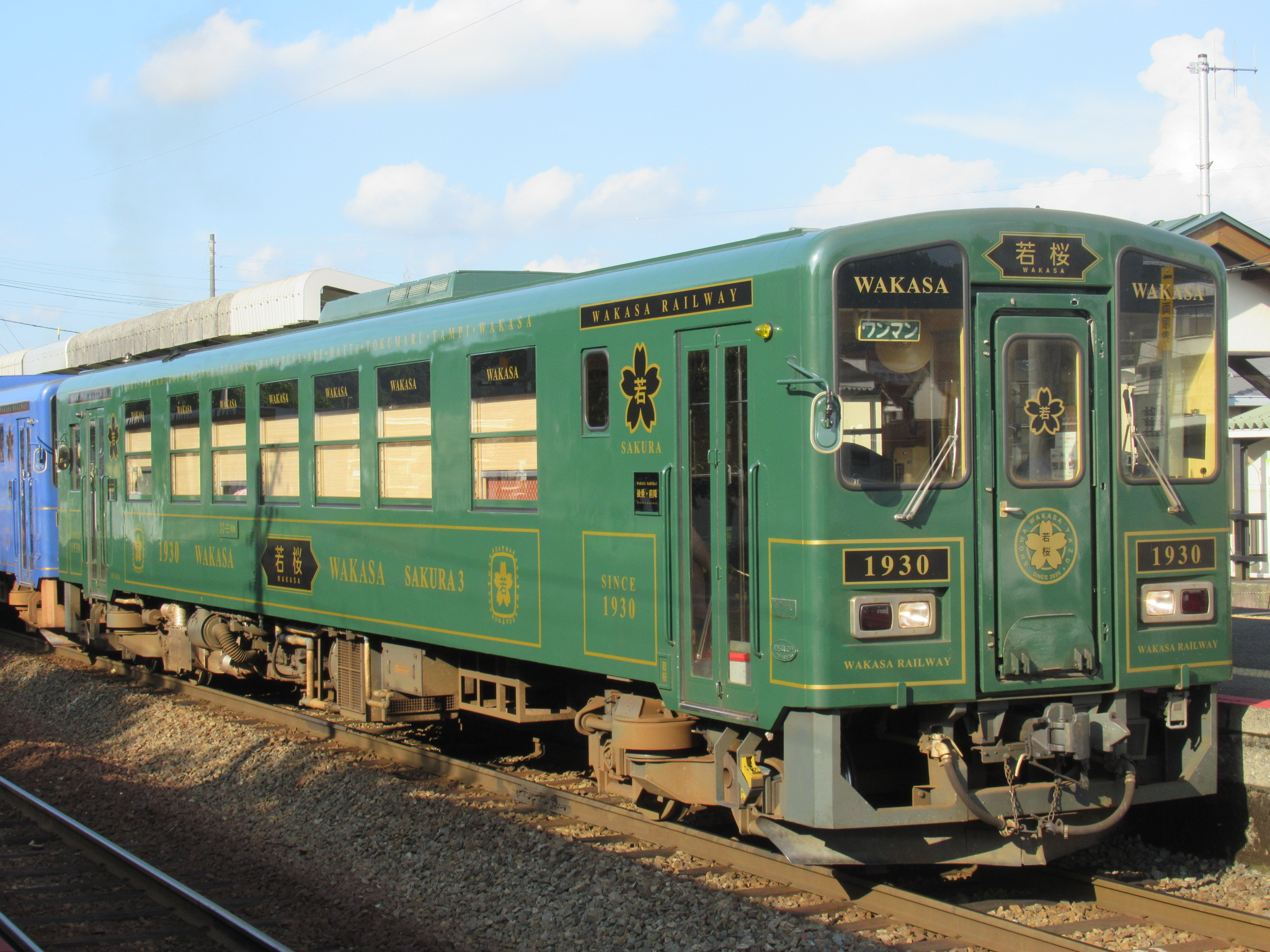
WT3004「若桜」

## 運用
国鉄若桜線が若桜鉄道に転換された1987年（昭和62年）10月14日から若桜線郡家駅 – 若桜駅間で営業運転を開始した。開業時以来6往復がJR因美線経由で鳥取駅まで乗り入れ、若桜線は全線単線で途中行き違い設備はない全線1閉塞となっていたが、2020年3月より八東駅に行き違い設備を設置し、一日10往復から15往復に増便する。1両または2両で運転されている。2両運転の場合は原則ツーマン、1両運転の一部列車ではワンマン運転が行われている。
2020年3月の八東駅行き違い設備新設により運用が変更となったため、3両以上の編成を若桜鉄道線内で運行することはなくなった。
2016年（平成28年）4月から若桜鉄道の全車両が若桜町・八頭町に無償譲渡され、両町が維持費を負担、若桜鉄道に貸し出す形で運行されている。WT3000形の老朽化のため、更新工事が予定されており、2017年（平成29年）度末から、水戸岡鋭治デザインによる昭和をイメージした内外装に変更された。
WT3001、WT3003、WT3004にそれぞれ「八頭」「昭和」「若桜」の愛称がつけられている。
改造は車番の若い順ではなくWT3003、WT3001、WT3004のとおりである。
改造はほぼ同一の内容が施工されているが最初に施工されたWT3003は貫通路にある桜形のステッカーが内張されていなかったり、装飾品とし車内に取り付けられている鏡がなかったり、側面客用窓が全開にできるなど微妙な形態差がある。
またWT3300は2016年3月22日にスズキのバイク「隼」モチーフにしラッピングを施し「初代隼ラッピング」として運行開始した。以後2019年3月16日に「2代目隼ラッピング」、2021年4月29日に「3代目隼ラッピング」とデザインを一新し運行をしている。
また先述したWT3000系列3両とWT3300は共通の運用で使用されており、両車を連結した運用もJR線の直通の有無に関わらず行われている。

### 書籍
- 寺田 祐一『私鉄気動車30年』JTBパブリッシング、2006年。ISBN 4-533-06532-5。

### 雑誌記事
- 『鉄道ピクトリアル』通巻496号「新車年鑑1988年版」（1988年5月・電気車研究会）
  - 「’87年のニューフェイス 民鉄車両編」 pp. 13-19
  - 藤井信夫、大幡哲海、岸上明彦「各社別車両情勢」 pp. 118-133
  - 若桜鉄道（株）運輸課長 長廻勲「若桜鉄道WT2500形」 pp. 174
  - 「昭和62年に開業した普通鉄道」 pp. 192
  - 「車両諸元表」 pp. 215-216
  - 「竣工月日表」 pp. 216-226

- 『鉄道ピクトリアル』通巻658号「<特集> レールバス」（1998年9月・電気車研究会）
  - 「第三セクター・私鉄向け 軽快気動車の発達 新潟鉄工所 NDC」 pp. 32-35
  - 高嶋修一「第三セクター・私鉄向け軽快気動車の系譜」 pp. 42-55

- 『鉄道ピクトリアル』通巻723号「鉄道車両年鑑2002年版」（2002年10月・電気車研究会）
  - 「2001年度 民鉄車両動向」 pp. 104-120
  - 「民鉄車両諸元表」 pp. 164-166
  - 若桜鉄道（株）運輸課 山崎博之「若桜鉄道WT3000形」 pp. 161
  - 「2001年度車両動向」 pp. 190-200

- 『鉄道ピクトリアル』通巻738号「鉄道車両年鑑2003年版」（2003年10月・電気車研究会）
  - 岸上 明彦「2002年度民鉄車両動向」 pp. 109-130
  - 「各社別新造・改造・廃車一覧」 pp. 208-219

- 『鉄道ピクトリアル』通巻753号「鉄道車両年鑑2004年版」（2004年10月・電気車研究会）
  - 岸上明彦「2003年度民鉄車両動向」 pp. 120-140
  - 「各社別新造・改造・廃車一覧」 pp. 216-227

- 『レイルマガジン』通巻250号（2004年7月・ネコ・パブリッシング）
  - 寺田 祐一「私鉄・三セク気動車 141形式・585輌の今!」 pp. 4-50

### Web資料
- “若桜鉄道、「昭和」イメージのリニューアル車を導入へ”.  レスポンス (2016年3月23日). 2017年4月22日閲覧。
- “若桜線維持存続事業”.  鳥取県. 2016年4月22日閲覧。